# 台湾斑翅鹛
台湾斑翅鹛（学名：Actinodura morrisoniana），又名纹翼画眉，是斑翅鹛属的一种，為台湾特有種鳥類。该物种的保护状况被评为无危。
台湾斑翅鹛的平均体重约为24.0克。栖息地包括温带森林和亚热带或热带的湿润山地林。该物种的模式产地在台湾玉山。